# IES La Rábida
El Instituto de Educación Secundaria La Rábida (IES La Rábida) es un centro educativo público situado en la ciudad de Huelva, Andalucía, España. Es el centro educativo más antiguo de la provincia, llevando más de 160 años abierto. Además, el Instituto es considerado como referente en la educación de toda la provincia. El centro docente cuenta con una plantilla de 60 profesores y más de 1000 alumnos matriculados.

## Historia
El Instituto de Enseñanza Secundaria “La Rábida” fue fundado por la Real Orden de 13 de junio de 1856 como Instituto de Segunda Enseñanza durante el reinado de Isabel II y se inauguró oficialmente en octubre del mismo año por el gobernador civil de Huelva, Adolfo de Castro, y el entonces director del instituto Vicente Rodríguez García. En su historia ha pasado por numerosas sedes, la primera el convento de San Francisco, hoy iglesia de los Jesuitas; el convento de la Merced, hoy Universidad, que en Huelva se le conoce como Instituto Viejo; y la actual en la avenida de Manuel Siurot desde el curso 1933-1934. El arquitecto de la actual sede del centro fue Pérez Carasa.
Su estilo es difícil de enmarcar pues presenta rasgos de todos los estilos que por aquel entonces estaban de moda (historicismo, modernismo, neomudejarismo, neogoticismo,...) que hacen de su arquitectura algo personal. Lo que sí es identificativo es que fue diseñado y construido en una época en la que la funcionalidad de la arquitectura empieza a ser uno de sus signos de identidad, se muestra como máximo ejemplo de la obra de este singular arquitecto, que supo adecuar esta obra al entorno natural de la capital onubense, pues el edificio se abre y eleva en/con el cabezo en el que se asienta. Las obras se extendieron entre 1926 y 1933.
De este centro destacan dos antiguos alumnos:
- Antonia Arrobas y Pérez fue la primera mujer matriculada oficialmente para realizar la Enseñanza Media en España (1871). Natural de Talavera la Real hija de un carpintero y una ama de casa, solicitó examinarse en el instituto onubense para dar validez a los estudios de Segunda Enseñanza que había realizado de forma privada, pero en aquel tiempo en el terreno educativo la norma vigente utilizaba el término alumno para referirse a todo proceso de matriculación, entendiendo así los legisladores que esto excluía a las mujeres. Es por ello que la demanda de Arrobas tuvo que ser derivada al rector de la Universidad de Sevilla y al director general de Instrucción Pública, que al final concedieron el permiso.

- Juan Ramón Jiménez, poeta español ganador del Premio Nobel de Literatura en 1956, realizó sus estudios también en este centro educativo.

El instituto sirvió de real aposento en la visita que el Rey Alfonso XII hizo a la ciudad de Huelva en el año 1882.En 1903 se establece en el instituto la primera estación meteorológica de Huelva y su provincia . Fue dirigida por profesores del centro y a ellos se deben los primeros datos oficiales de clima de los que se disponen en la provincia y ciudad. En este centro se fundaron en el siglo XIX las primeras escuelas para obreros o profesionales de Huelva.
El Instituto La Rábida es distinguido como Instituto Histórico Educativo de Andalucía. Los centros reconocidos como tales forman parte de una Red de Institutos Históricos Educativos de Andalucía y pueden compartir recursos, experiencias e iniciativas, así como difundir su historia mediante proyectos educativos.
Además, el Instituto La Rábida es miembro de la Orden de Alfonso X El Sabio por su labor educativa, convirtiéndose en el único de la provincia y en uno de los trece centros andaluces. Esta distinción fue otorgada por el Ministerio de Educación y la Casa Real el pasado febrero de 2022.

## Enseñanzas
En el centro educativo se ofrecen las siguientes enseñanzas:
- Educación Secundaria Obligatoria (ESO)
- Educación Secundaria Para Adultos (ESPA)
- Bachillerato (Diurno presencial y nocturno semipresencial para adultos)
- Ciclos Formativos de Grado Superior (de la Familia de Hostelería y Turismo)

## Cronología y controversias de la reforma

### 2000 - 2017
Existe un proyecto para la obra de modernización del centro desde el año 2000. Esta actuación de la Junta de Andalucía dotaría al centro de un gimnasio de nueva planta y permitiría mejorar de forma notoria sus instalaciones respetando su protección patrimonial. 
Esta reforma integral del Instituto, la llevan esperando tanto los docentes como los alumnos del centro desde el año 2000, surgiendo rumores año tras año de que "se acometerán las obras el curso que viene". Debido a la reforma de tal magnitud que supondría, durante esta, no sería posible impartir las clases en el centro, por lo que por consiguiente, se debería buscar un lugar alternativo hasta que terminasen las obras. Finalmente, esto no fue del todo así, ya que algunos alumnos darían clases en aulas prefabricadas en la parcela del centro y otros en un centro educativo distinto; este fue un detalle que no se supo hasta 2020 con el proyecto y adjudicación definitivos.
Antes del comienzo de las obras en 2020, hubo muchas reuniones con políticos y altos cargos de Educación durante varios años consecutivos. Uno de ellos fue en 2014: El 2 de diciembre de 2014, el delegado territorial de Educación, Vicente Zarza, explicó que esta reforma contaría con un presupuesto de casi 8 millones de euros, con la finalidad de redactar el proyecto “que dote al centro de unas instalaciones adecuadas a su tipología”. A pesar del anuncio, no se adjudicó ningún proyecto definitivo y, ni mucho menos, el comienzo de las obras.

### 2017 - 2020
El 28 de febrero de 2017, Vicente Zarza anunció que la Consejería de Educación había destinado casi 400.000 euros a los servicios de redacción de proyecto y estudio geotécnico para la obra de modernización del IES La Rábida. El delegado manifestó la importancia de esta actuación tan relevante para la ciudad, "precedida de un proceso administrativo complejo y que paulatinamente está materializándose". Una vez más, todo se quedó en el aire y sin haber nada definitivo.
El 17 de octubre de 2017, se realiza un plan de evacuación de todo el centro debido a las fuertes lluvias sufridas a lo largo de la mañana, que inundaron todos los pasillos y aulas del centro, reivindicando una vez más, la actuación necesaria de la reforma que necesita el instituto.
El 9 de noviembre de 2017, el centro fue tema de debate en el Parlamento de Andalucía debido a su reforma. El parlamentario popular Guillermo García preguntó en la Comisión de Educación del Parlamento andaluz la fecha de comienzo de las obras a la consejera de Educación, Sonia Gaya, quien respondió argumentando que la Junta aún no tenía plazos previstos para empezar la reforma, e insistió en que los plazos de ejecución dependen del desarrollo de los procedimientos administrativos y de contratación que llevan asociados una actuación de esta envergadura.
El 11 de noviembre de 2017, el periódico Huelva Información publicó un artículo explicando el descontento que había tanto en el centro educativo como en el resto de la sociedad onubense con las palabras de la consejera de hace 2 días. Después de 15 años de esperas, Educación no sabía cuándo se iniciarían las obras.
El 23 de enero de 2018, el delegado del Gobierno de la Junta en Huelva, Francisco José Romero, y el delegado territorial de Educación, Vicente Zarza, ofrecieron los principales datos y las líneas de acción en la mejora de las infraestructuras escolares de la provincia, en el marco del Plan de Infraestructuras y Equipamientos de la enseñanza no universitaria de la Consejería de Educación. En este plan, la mayor cuantía se la llevaba el IES La Rábida con un total de 7.454.700 euros. Sin embargo, en esta fecha tampoco se dio ningún plazo.
El 25 de marzo de 2019, la Agencia Pública Andaluza de Educación, perteneciente a la Consejería de Educación de la Junta de Andalucía, da luz verde al estudio en detalle que abarca el ámbito de las parcelas dotacionales sobre las que se ubican el IES La Rábida y el IES Diego de Guzmán y Quesada. El objetivo consistiría en la modificación de la ordenación de los espacios libres de este ámbito mediante la construcción de un nuevo gimnasio en la parcela del Instituto La Rábida, la reubicación del espacio de aparcamiento para los profesores del centro; así como la construcción de un centro de transformación en la parcela correspondiente al Instituto Diego de Guzmán y Quesada.

### 2020 - septiembre 2023
El 5 de junio de 2020 es una fecha definitiva y clave: el consejero de Educación, Javier Imbroda, presenta la adjudicación de la Junta de Andalucía sobre las obras del instituto por 6,2 millones de euros. Imbroda aseguró que la actuación tendrá un plazo de ejecución de 26 meses y constará de la reforma integral, ampliación y modernización del instituto onubense, respetándose en todo momento la protección patrimonial. Estas obras dotarán al centro de las instalaciones adecuadas a su “tipología y restaurarán” los desperfectos que presenta el edificio histórico en el que se ubica. Así, en una visita al centro educativo, Imbroda ha señalado que la adjudicación se enmarca en un importe de 6.265.001,06 euros. El consejero destacó que estas obras dotarán al centro de unas instalaciones adecuadas a las enseñanzas que imparte y permitirán “restaurar los desperfectos que se han acumulado en el edificio a lo largo de los años”. Sumando los honorarios de redacción de proyecto y la dotación de equipamiento prevista, la actuación supera los 6,9 millones de euros de inversión.
El 15 de agosto de 2020, se colocaron las aulas prefabricadas en las instalaciones al exterior del centro para poder impartir la docencia en las mismas durante las obras. La mayoría de las clases se están impartiendo actualmente en estas aulas prefabricadas. Sin embargo, debido a la cantidad de alumnos, hay otros cursos (solo de Bachillerato) que se están impartiendo en el CEIP Tres Carabelas, tal y como hizo saber el centro a través de un comunicado en sus redes sociales.
El 24 de agosto de 2020 empezó la reforma integral y desde este día, el centro se encuentra inmerso en una profunda remodelación, teniendo la actuación un plazo de ejecución de 26 meses. La página web de la constructora DIAZ CUBERO publica frecuentemente la actualización de las obras con contenido audiovisual.
El 14 de enero de 2022, el consejero de Educación, Javier Imbroda, visitó las obras del centro para ver el ritmo que llevaban y anunció que la reforma integral del instituto estaba al 55% de ejecución, asegurando que la reinauguración del centro educativo será el 21 de septiembre de 2022, coincidiendo con el inicio del próximo curso escolar 2022/2023.
El 9 de junio de 2022, el consejero de Educación, Manuel Alejandro Cardente, anunció que las obras podrían demorarse y no poder estar el centro listo para el inicio del curso 2022/2023. Según palabras del consejero, la causa se debe a "la falta de materias primas" derivada de "la situación internacional".
El 11 de enero de 2023, Patricia del Pozo, consejera de Desarrollo Educativo y Formación Profesional, anunció que las obras estarían terminadas en marzo de 2023 (a pesar de que, en un principio, las obras terminarían en septiembre de 2022). Sin embargo, los alumnos siguieron sin volver a las instalaciones del centro educativo durante ese curso académico.
Finalmente las obras terminaron en el verano de 2023 y el curso 2023/2024 empezó con total normalidad, tras más de 4 años de profundas reformas en el centro educativo. 

## Explicación de la reforma
La rehabilitación del IES la Rábida que está acometiendo la empresa DIAZ CUBERO está utilizando materiales que guarden relación con la concepción originaria del autor, diferenciando dos zonas de actuación: edificación existente y gimnasio de nueva planta.
La ejecución de las obras se plantea en dos fases de ejecución, lo que permite actualmente continuar con la actividad docente del centro en aulas prefabricadas durante la primera fase.

### Fase 1
En la fase 1 (en la que se encuentra actualmente el proyecto) se instalaron las aulas prefabricadas (en las cuales se está impartiendo ahora la docencia) y se está realizando la reforma integral de la edificación existente.
Una vez instaladas y acondicionadas las aulas provisionales, se procedió con los trabajos en el interior del edificio. Se están llevando a cabo actuaciones como demolición de falsos techos existentes, revisión del estado de los forjados, así como el apuntalado de los mismos, demoliciones interiores no estructurales, demolición de soleras existentes en contacto con el suelo, nuevas redes de saneamiento enterradas, demoliciones estructurales (forjado de la galería, forjado del aula de música y la escalera de semisótano), montaje del andamio tubular en las fachadas y cubiertas del edificio, refuerzos estructurales, desmontaje de las cubiertas de teja, montaje de pináculos fabricados en taller, restauración de las fachadas, trabajos en el interior del edificio, trasdosados y tabiquerías interiores, instalaciones, revestimientos y carpinterías, trabajos exteriores de urbanización, solera de hormigón armado, ejecución de los pavimentos, aplacados y colocación del mobiliario previsto en proyecto.

### Fase 2
La fase 2 empezará con los comienzos de los trabajos de urbanización de la fase 1, así como los trabajos finales de instalaciones y acabados en el interior del edificio principal.
Durante dicha fase se realizará el desmontaje de los módulos prefabricados de las aulas y las instalaciones provisionales de las mismas, se repondrán los pavimentos de la pista deportiva y se llevarán a cabo las demoliciones en la urbanización de muros y soleras. Por otro lado, comenzará la excavación de tierras para la ejecución de la cimentación del nuevo gimnasio.
La superficie, una vez terminadas las obras, estará compuesta por: aula gimnasio, centro de transformación, zona de administración (archivo, despachos, consejería, sala de profesores y aseos), cafetería, seminarios, sala multifuncional, biblioteca, aulas de secundaria, aulas de bachillerato, laboratorios, aulas polivalentes, aulas de gestión, nuevo porche cubierto, y 2 pistas deportivas.
A través de esta actuación se redistribuirán las diferentes plantas del edificio para mejorar su funcionalidad, aunque manteniendo el esquema de diseño original, según ha informado la Junta. Asimismo, el actual salón de actos se reconvertirá para su uso como sala multifuncional, de forma que pueda albergar conferencias, espacio de estudio/biblioteca y proyecciones. También se actuará en el archivo del instituto, cuyos fondos tienen un alto valor documental e histórico, para facilitar el acceso para el estudio y consulta de documentos y dotarlo de sistemas de protección contra incendios.
Esta actuación, que cuenta con cofinanciación europea a través del Fondo Europeo de Desarrollo Regional (Feder), está incluida en el Plan de Inversiones en Infraestructuras Educativas de la Consejería de Educación y Deporte, que se ejecuta a través de la Agencia Pública Andaluza de Educación.

## Galería multimedia del Instituto
- Galería multimedia del IES La Rábida de Huelva.
- Archivo:IES_La_Rábida,_fachada_oriental..jpg
- Archivo:IES_La_Rábida..jpgEsquina de la fachada sur-este.
- Archivo:IES_La_Rábida,_puerta_en_la_Avenida_Manuel_Siurot..jpgLas siglas IB significan Instituto de Bachillerato, por lo que hacen referencia a la anterior organización del sistema educativo.
- Archivo:IES_La_Rábida_(Huelva)-_cancela_de_la_fachada_principal..jpgIES La Rábida (Huelva): cancela de la fachada principal.